# Equipo de Copa Davis de Gran Bretaña
El Equipo británico de Copa Davis es el representativo del Reino Unido en la máxima competición internacional a nivel de naciones de tenis. Su organización está a cargo de la Lawn Tennis Association.

## Historia
Gran Bretaña junto a Estados Unidos fueron los primeros países en disputar la Copa Davis en el 1900 cuando aún se llamaba International Lawn Tennis Challenge. 
 
El equipo británico obtuvo nueve ensaladeras de plata en 16 finales en las décadas de 1900 a 1930. Luego siguió una sequía por varias décadas, interrumpida por una final en 1978, hasta obtener el décimo título en 2015.
De 1.903 hasta 1.932.
- El primer título del Reino Unido llegó en la tercera edición, cuando vencieron a Estados Unidos en Boston por 4:1 en agosto de 1903.
- En la edición de 1904 logró su segundo título al vencer a Bélgica por 5:0 en Londres.
- En 1905 obtiene su tercer triunfo consecutivo al vencer al combinado de Estados Unidos por 5:0 como local.
- Su cuarto título lo obtuvo en la sexta edición cuando le gana a Estados Unidos por 5:0 nuevamente como local.
- En la edición de 1912 obtiene el quinto título al ganarle a Australasia por 4:0 como visitante en Melbourne.

De 1.933 hasta Hoy.
- Luego de una larga sequía, obtiene el sexto título cuando vence a Francia en la edición de 1933 por 3:2 como visitante en el Stade Roland Garros de París.
- Nuevamente llega un título, el séptimo, en la edición de 1934 al vencer a Estados Unidos como local en Londres por 4:1 en julio de 1934.
- En la edición de 1935 obtiene el octavo título al vencer por 5:0 a Estados Unidos en Londres.
- En la edición de 1936, obtiene el noveno al ganarle a Australia por 3:2 como local.
- El último título hasta el momento para Gran Bretaña lo obtuvo en la edición de 2015, al ganarle a Bélgica por 3:1 como visitante.

Victorias y Derrotas.
|           | Total | Tierra | Carpeta | Césped | Dura | Indoor | Outdoor |
| --------- | ----- | ------ | ------- | ------ | ---- | ------ | ------- |
| Victorias | 135   | 61     | 9       | 60     | 5    | 11     | 124     |
| Derrotas  | 87    | 41     | 5       | 39     | 2    | 8      | 79      |

## Uniformes
| Primero de Juego. | Segundo de Juego. | Tercero de Juego. | Alternativo de Entrenamiento y Juego 01. | Alternativo de Entrenamiento y Juego 02. | Ebtrenamiento 01 y Comisión Técnica 02. | Entrenamiento 02. |

## Actualidad
En el 2008,el equipo Británico debutó en la primera ronda del Grupo Mundial frente a la Argentina. Con la ausencia de su máxima figura, Andy Murray, argumentando una lesión, Gran Bretaña se mostraba notablemente inferior al equipo argentino. El resultado final fue 4-1 para Argentina, con una pequeña alegría por la victoria en el quinto punto de Jamie Baker ante el gran favorito, Agustín Calleri.
En septiembre debió jugar ante Austria por la permanencia en el Grupo Mundial. La serie se jugó en el All England Lawn Tennis and Croquet Club sobre césped, con el regreso de Andy Murray al equipo. Pese a dos fáciles victorias en singles de su máxima figura, terminó perdiendo la serie ante los austríacos que se mostraron superiores en el dobles y en los sencillos ante el británico Alex Bogdanovic. Reino Unido jugará en el Grupo Europa/África I en 2009.

### Plantel
| Jugador        | Individuales | Dobles |
| -------------- | ------------ | ------ |
| Jamie Murray   | 0 - 1        | 12 - 5 |
| Andy Murray    | 30 - 3       | 9 - 5  |
| Dominic Inglot | -            | 3 - 4  |
| Cameron Norrie | 2 - 2        | -      |
| Daniel Evans   | 7 - 14       | -      |
| Kyle Edmund    | 3 - 5        | -      |